# Issah Ahmed
Issah Gabriel Ahmed, né le 24 mai 1982, est un footballeur ghanéen. Il joue au poste de défenseur avec l'équipe du Ghana et le Berekum Chelsea FC.

## Biographie

### En club
Il est capitaine de Asante Kotoko quand ce club devient champion du Ghana en 2005.

### En équipe nationale
Issah Ahmed fait ses débuts en sélection le 5 juin 2005 à Kumasi lors d'un match qualificatif pour la Coupe du monde 2006 remporté (2-1) face au Burkina Faso.
Ahmed participe à la CAN 2006 et à la Coupe du monde 2006 avec l'équipe du Ghana.

## Palmarès
Asante Kotoko
- Champion du Ghana (1) : 2005

 Randers FC
- Vainqueur de la Coupe du Danemark (1) : 2006